# امانوئل مندی
امانوئل مندی (انگلیسی: Emmanuel Mendy؛ زادهٔ ۳۰ مارس ۱۹۹۰) بازیکن فوتبال اهل اسپانیا است.
وی همچنین در تیم ملی فوتبال گینه بیسائو بازی کرده‌است.